# Васильев, Дмитрий Ильич
Дмитрий Ильич Васи́льев (1899 — не ранее 1969) — советский инженер, специалист по строительству железнодорожных мостов, лауреат Сталинской премии (1946).

## Биография
Родился 2 октября 1899 года[по какому календарю?].
Окончил мостовое отделение ЛИИПС в 1926 году.
Участник советско-финляндской войны (1939—1940).
Уже с 25 июня 1941 года снова был на военной службе. В 1942 году — начальник техотдела Волжского и Лужского Управлений по восстановлению мостов, старший инженер Отдела мостов Управления военно-восстановительных работ Ленинградского фронта и НКПС (МПС), военинженер 3-го ранга, инженер-майор.
В 1943 года сконструировал консольно-надвижной железнодорожный монтажный кран «Ленинградец», с помощью которого в кратчайшие сроки возвели мостовые пролётные строения высоководного моста на сваях через Неву на Дороге Победы. Впоследствии «Ленинградец» применялся на восстановлении многих мостов (устанавливал 19-23-метровые пролёты).
С 1947 года работал в НИИ мостов.
В 1954 году защитил кандидатскую диссертацию на тему: Поперечная устойчивость кранов для установки пролетных строений на железнодорожных мостах (Ленинград, 1955. — 234 с. : ил.)
Сочинения:
- Козьмин Ю. Г., Васильев Д. И. Напряжения в рельсах в местах перелома профиля пути над промежуточными опорами мостов // Особенности работы железнодорожных мостов в условиях скоростного движения: Труды ЛИ-ИЖТа, вып. 290. Л.: ЛИИЖТ, 1969. — 136 с.

## Награды
- орден Красной Звезды (11.4.1940)
- орден Отечественной войны II степени (9.6.1944)
- медаль «За боевые заслуги» (15.3.1943; был представлен к медали «За отвагу»))
- медаль «За оборону Ленинграда» (22.12.1942)
- медаль «За победу над Германией в Великой Отечественной войне 1941—1945 гг.» (9.5.1945)
- Почётный железнодорожник.
- Сталинская премия третьей степени (1946) — за создание специальных подъёмных кранов, обеспечивших коренное усовершенствование методов установки пролётных строений ж/д мостов